# Carona (Bérgamo)
Carona é uma comuna italiana da região da Lombardia, província de Bérgamo, com cerca de 383 habitantes. Estende-se por uma área de 44 km², tendo uma densidade populacional de 9 hab/km². Faz fronteira com Branzi, Caiolo (SO), Foppolo, Gandellino, Piateda (SO), Valbondione, Valgoglio, Valleve.

## Demografia
| Variação demográfica do município entre 1861 e 2011                               |
|                                                                                   |
| Fonte: Istituto Nazionale di Statistica (ISTAT) - Elaboração gráfica da Wikipedia |